# S̄
La S con macrón (Mayúscula: S̄ minúscula: s̄) , es un grafema utilizado en algunas romanizaciones ALA-LC y BGN/PCGN, y en la romanización Yaghoubi del pastún. A veces se utiliza en la romanización del alfabeto Kharoshthi. Es la letra S diacrítica por un macrón.

## Uso
En latín, 's̄' se usaba como abreviatura de sine (sin).

## Codificación
La S con macrón se puede representar con los siguientes caracteres unicode:
| forma     | representación | puntos de código | descripción                         |
| --------- | -------------- | ---------------- | ----------------------------------- |
| Mayúscula | S̄              | U+0053 U+0304    | Letra mayúscula latina s con macrón |
| minúscula | s̄              | U+0073 U+0304    | letra minúscula latina s con macrón |